# Kolchída
Kolchída är en ort i Grekland.   Den ligger i prefekturen Nomós Kilkís och regionen Mellersta Makedonien, i den norra delen av landet, 300 km norr om huvudstaden Aten. Kolchída ligger 163 meter över havet och antalet invånare är 150.
Terrängen runt Kolchída är platt åt sydväst, men åt nordost är den kuperad. Runt Kolchída är det ganska glesbefolkat, med 47 invånare per kvadratkilometer. Närmaste större samhälle är Kilkis, 5,9 km norr om Kolchída. Trakten runt Kolchída består till största delen av jordbruksmark.